# Stampe en Vertongen

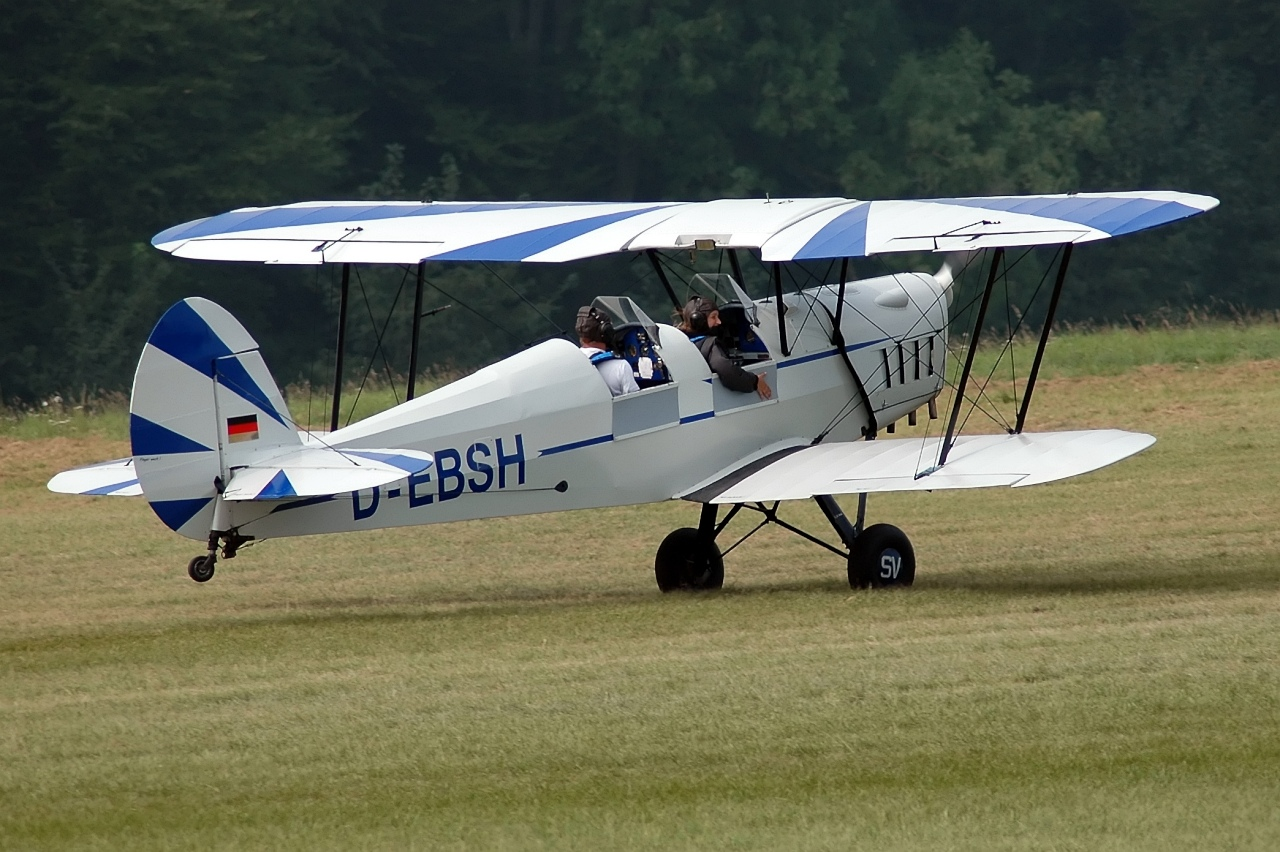
De SV-4

Constructions Aéronautiques J.Stampe & M.Vertongen was een van de meest succesvolle Belgische vliegtuigbouwers. Het bedrijf werd opgericht in 1922 door Jean Stampe (17 april 1889 - 15 januari 1978) en Maurice Vertongen (7 mei 1886 - 27 maart 1964). Uiteindelijk zouden ze de enige Belgische vliegtuigbouwer worden die vliegtuigen exporteerde en in licentie liet bouwen in het buitenland. Het lestoestel, de SV-4b, werd een begrip onder piloten in opleiding tot ver in de jaren 90.

## Museum

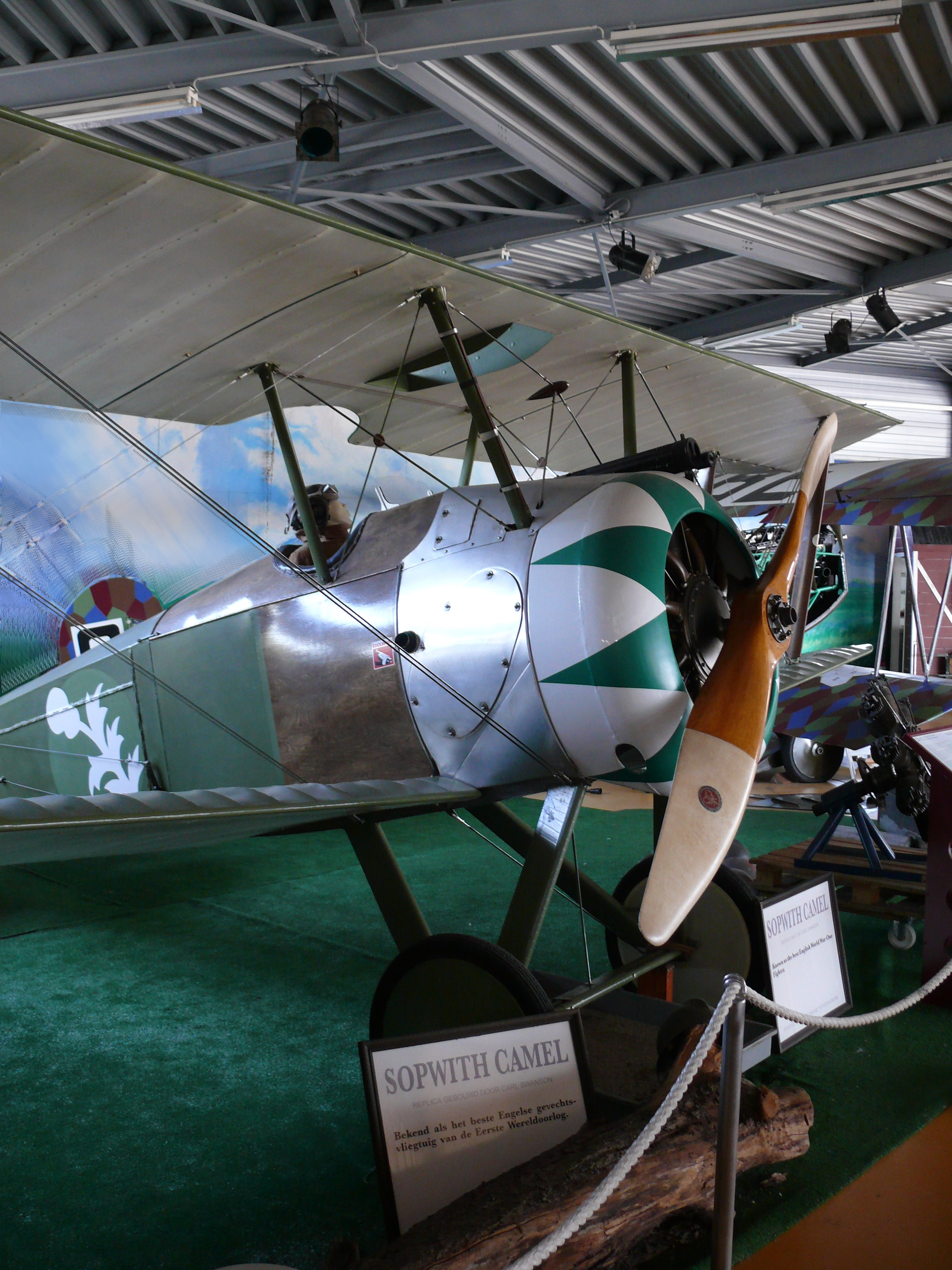
Replica van een Sopwith Camel in het Stampe en Vertongen Museum. Het is geschilderd in de kleuren van het 1ste smaldeel van de Belgische luchtmacht.

Op de luchthaven van Deurne werd het Stampe & Vertongen museum opgericht waar replica's van W.O.I toestellen te bezichtigen zijn. Er worden luchtdopen met de Stampe-Vertongen SV.4 georganiseerd.

### Stampe Fly In
Tot en met 2024 (30e editie) vond elk jaar tijdens het Hemelvaartweekend een Fly In plaats waar zowel SV-4-toestellen te zien zijn als andere (old timer) vliegtuigen. De focus ligt voornamelijk op het statisch tentoonstellen van vliegtuigen. Voor speciale gelegenheden, bijvoorbeeld tijdens de 25e Fly In in 2015, was er ook een bescheiden vliegprogramma. Het event was uitgegroeid tot een vaste waarde op de kalender en kreeg de laatste jaren altijd het bezoek van één of meerdere toestellen van de Belgische Luchtmacht. Zowel de Lockheed-Martin F-16 (static), Agusta A-109 (display), C-130 Hercules (static) als de SIAI Marchetti 260 (statisch en dynamisch) waren tijdens de FLy In al te bezichtigen.

## Geschiedenis

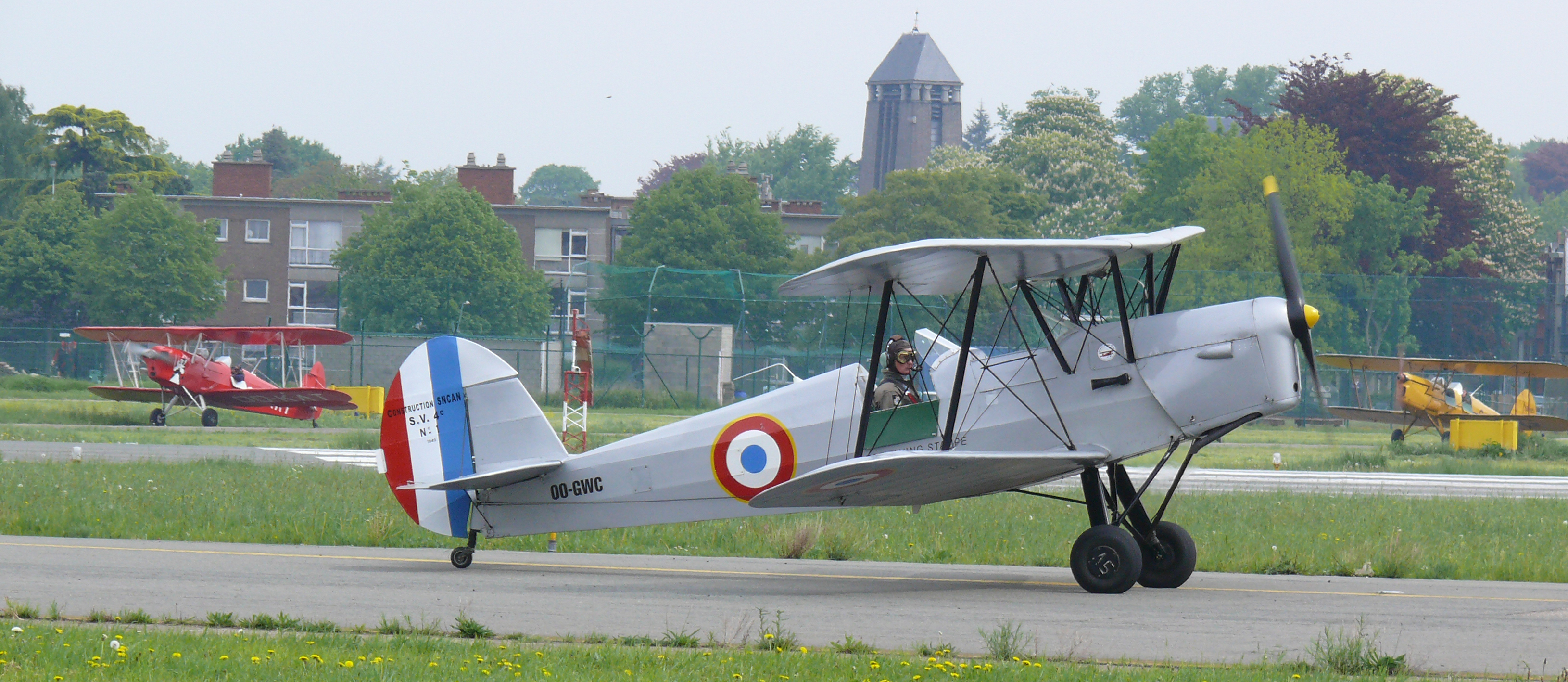
Stampe & Vertongen SV-4A OO-GWC

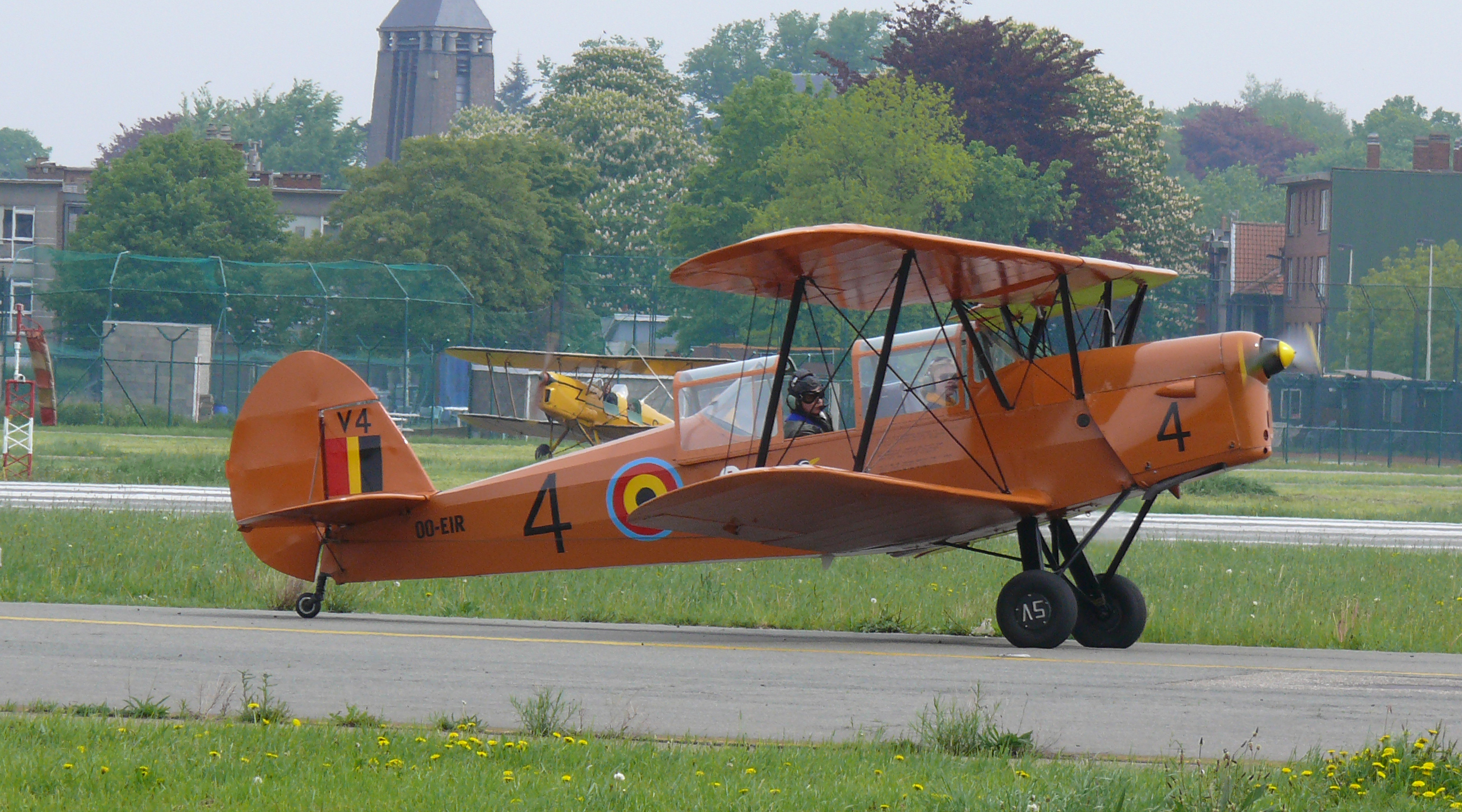
Stampe & Vertongen SV-4B V4

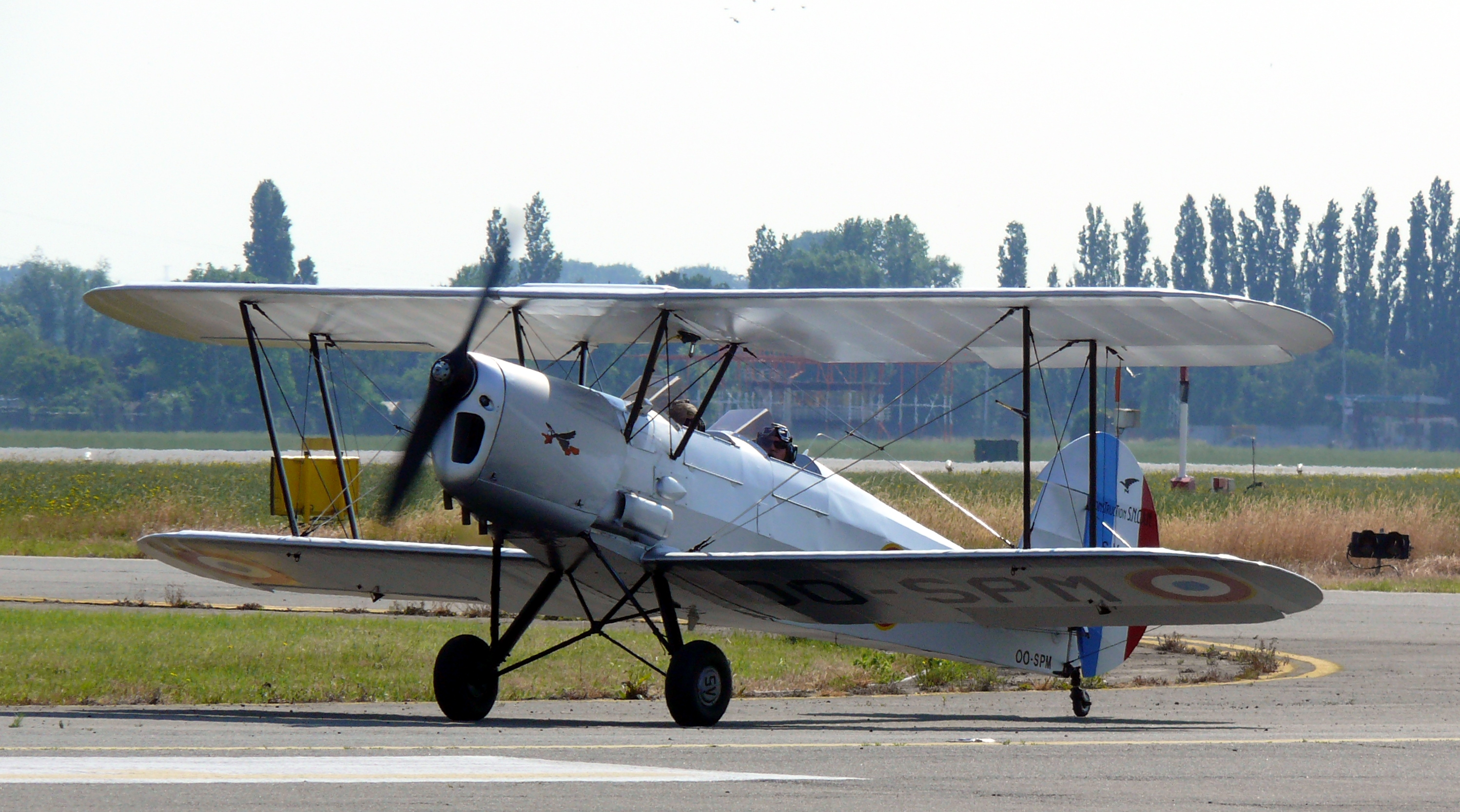
Stampe & Vertongen SV-4C OO-SPM

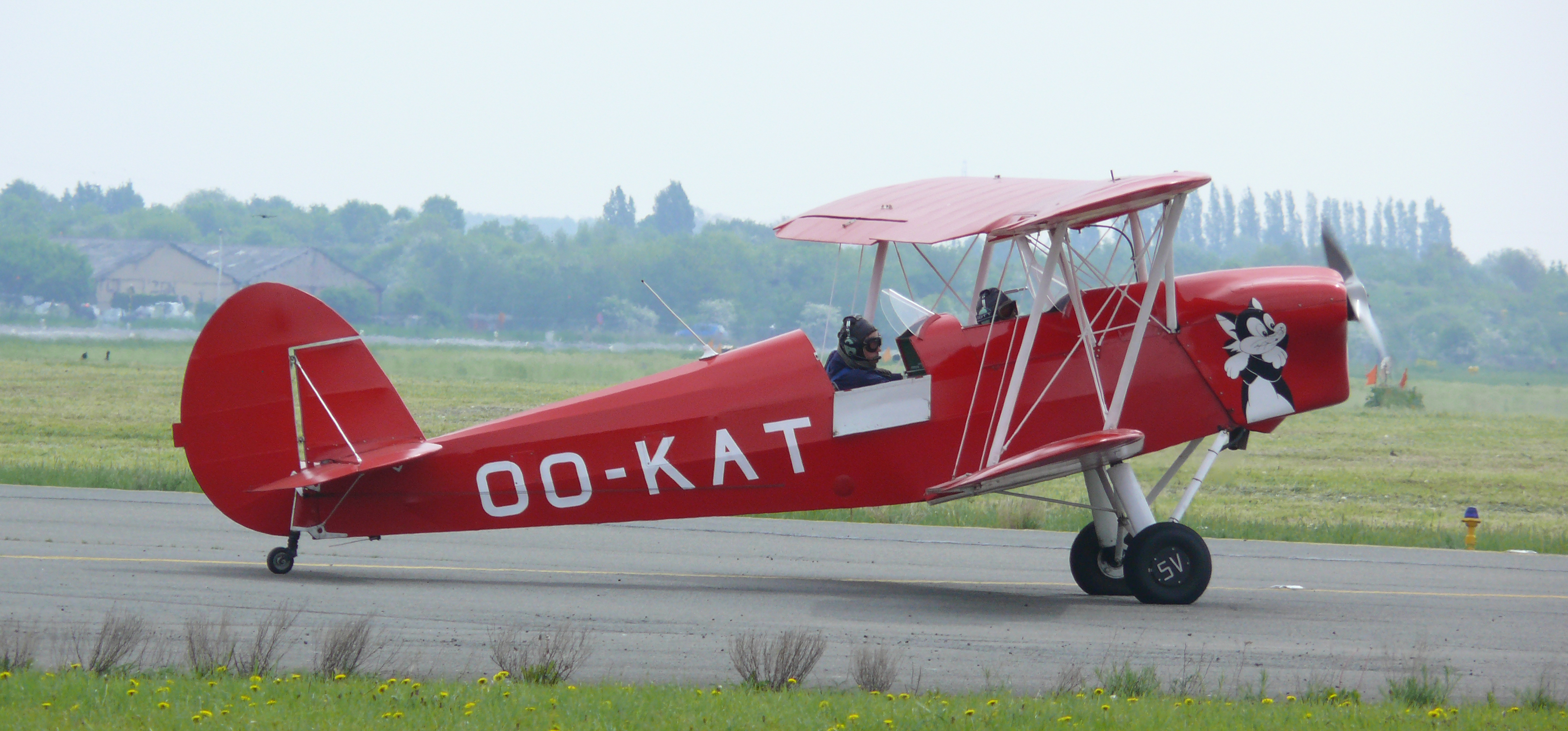
Stampe & Vertongen SV-4E OO-KAT

Jean Stampe en Maurice Vertongen waren twee Eerste Wereldoorlogveteranen, die na de oorlog een vliegschool wilden oprichten. Omdat er na de oorlog geen goede lesvliegtuigen voorhanden waren, ging Jean Stampe op zoek naar iemand die zo'n toestel kon ontwerpen en maken. Die persoon was Alfred Renard. Hun eerste vliegtuig, dat het type aanduiding RSV (Renard-Stampe-Vertongen) kreeg, werd direct een bescheiden succes. Het werd het eerste vliegtuig van de Belgische Luchtmacht van na de oorlog.
Het eerste exemplaar werd gebouwd in een kelder in Evere, maar daarna verhuisden ze de school en de werkplaats naar Deurne nabij Antwerpen. Men werd o.a. vertegenwoordiger voor de Havilland in België. Tijdens de grote depressie in de jaren 30 wist men, door onderhoudscontracten met het leger, het hoofd nog maar net boven water te houden.
Nadat Alfred Renard in 1927 voor zichzelf begon, werd hij opgevolgd door de Rus George Ivanow die destijds gevlucht was voor de Russische Revolutie en met vrouw en kinderen in Frankrijk verbleef. Het eerste volwaardige vliegtuig dat hij afleverde was de SV.3. Men was toen nog druk bezig met de bouw van de RSV's en met Ivanow kwamen nog meer Russen naar Deurne om bij Stampe & Vertongen te komen werken.
Na de SV.3 kwam Ivanow met de SV.4, waarvan er in eerste instantie 5 werden verkocht aan de Antwerp Aviation Club. Het Belgische leger zocht toen ook naar een nieuw jacht/verkenningsvliegtuig en Stampe stelde zijn SV.5 voor, die in competitie ging met de LACAB T.7 en buitenlandse fabrikanten. Maar geheel in de lijn van hun traditie koos de Belgische Luchtmacht voor een buitenlands toestel. Dit toestel viel echter dermate tegen dat het uiteindelijk alsnog een bestelling plaatste. Uiteindelijk werd dit toestel nog een bescheiden succes, met een order en licentiebouw door Letland.
Ondertussen had een belangrijke klant, mevrouw Elza Leysen, gevraagd om een aangepaste versie van de SV.4 te laten bouwen. Noem het maar een damesmodel SV.4 - De SV.4b. Dankzij dit toestel wist Stampe uiteindelijk een order van Frankrijk binnen halen, die echter werd ingehaald door de Tweede Wereldoorlog.
Zover was het echter nog niet. 1935 zou voor Stampe & Vertongen al een veel dramatischer moment in hun geschiedenis worden. Het Belgische leger had de behoefte aan een bommenwerper kenbaar gemaakt. Zowel Stampe als weer het kleine LACAB ging aan de slag. Aan beide toestellen was te zien dat de Belgische vliegtuigbouw de aansluiting met de Amerikaanse en Engelse industrie aan het verliezen was. Op 5 oktober ging de SV.10 voor de tweede keer in de lucht voor een demonstratie. Aan boord was George Ivanow en piloot was de zoon van Jean Stampe, Leon. Boven Borsbeek raakte het toestel in een vrije val en stortte het neer. Beide inzittenden overleefden de val niet.
B. Demidoff verving Ivanow en ging verder met de aanpassingen aan de SV.4 voor mevrouw Leysen. Door een klein foutje bij het lezen van de bouwtekeningen kreeg de nieuwe pijlvleugel een iets kleiner oppervlak. En dit bleek het vliegtuig ideale vliegeigenschappen te geven. De oorlogsdreiging werd groter en Frankrijk bestelde daarom 200 SV.4b's. Om de Belgische neutraliteit te omzeilen, liet men deze in licentie bouwen bij Farman in Frankrijk (als SV-4c). Toen de oorlog België bereikte, vluchtte Jean Stampe naar Frankrijk, en bleef de gehele oorlog ondergedoken in Parijs. De fabrieken werden in 1940 platgebombardeerd.
Direct na de oorlog bouwde Jean Stampe onafgebouwde toestellen alsnog af in Frankrijk, en zocht hij opnieuw contact met Alfred Renard en richtten ze in Evere, waar de oude fabriek van Renard stond, de onderneming Stampe en Renard op die in 1970 alsnog de deuren sloot.

## Vliegtuigtypen
- RSV 32-90 / RSV 32-100 / RSV 32-105 / RSV 32-110 / RSV 32-120
- RSV 18-100 / RSV 18-105
- RSV 26-100 / RSV 26-Lynx
- RSV 20-100
- RSV 22-180 / RSV 22-200 / RSV 22-Lynx
- RSV 28-180
- SV.3
- SV.4 / SV.4b (1933 / 1937, eenmotorig lesvliegtuig)
- SV.5
- SV.6
- SV.7
- SV.10
- SV.18

### In opdracht van andere vliegtuigbouwers/ontwerpers
- Renard Epervier